# جان نیکولسون
جان نیکولسون (انگلیسی: John Nicolson؛ زادهٔ ۲۳ ژوئن ۱۹۶۱) سیاست‌مدار اهل بریتانیا است.